# Amy Van Dyken
Amy Van Dyken (n. 15 februarie 1973, Englewood, Colorado, SUA) este o înotătoare americană, medaliată olimpică. A participat la 2 ediții ale Jocurilor Olimpice (1996, 2000) în care a câștigat 8 medalii de aur.